# Мала Дегтярка
Мала Дегтя́рка (рос. Малая Дегтярка) — селище у складі Артинського міського округу Свердловської області.
Населення — 66 осіб (2010, 95 у 2002).
Національний склад станом на 2002 рік: росіяни — 64 %.